# The Ultimate Gift

The Ultimate Gift ou Le Cadeau suprême au Québec, est un film américain de Michael O. Sajbel, sorti en 2006, d'après le roman du même nom de Jim Stovall.

## Synopsis
Après la mort du multi-milliardaire Howard « Red » Stevens, son testament accorde à son petit-fils Jason, un play-boy égocentrique, une série de cadeaux qui doivent aboutir au cadeau ultime (d'où le titre du film) .
La série de cadeaux consiste, au cours d'un parcours initiatique, en une série d'épreuves (travail, amitié, pauvreté, famille, etc.) destinées à transformer Jason en héritier.

## Fiche technique
- Titre : The Ultimate Gift
- Titre original : The Ultimate Gift
- Réalisation : Michael O. Sajbel
- Scénario : Cheryl McKay, d'après le roman éponyme de Jim Stovall
- Production : Paul Brooks (en), Rick Eldridge, Scott Fithian, Cleve Landsberg, Dave Ross, John Shepherd, Jim Van Eerden
- Musique : Mark McKenzie
- Photographie : Brian Baugh
- Montage : Scott Chestnut
- Décors : Stephen Storer
- Costumes : Jane Anderson
- Pays d'origine : États-Unis
- Format : Couleurs - 1,85:1 - DTS / Dolby Digital / SDDS - 35 mm
- Genre : Drame
- Durée : 114 minutes
- Date de sortie : 20 octobre 2006

## Distribution
- James Garner : Howard « Red » Stevens
- Bill Cobbs : Mr. Theophilus Hamilton
- Lee Meriwether : Miss Hastings
- George Lee : le pasteur
- Brett Rice : Bill Stevens
- D. David Morin : Jack Stevens
- Abigail Breslin : Emily Rose
- Ali Hillis : Alexia
- Drew Fuller : Jason Stevens
- Mircea Monroe : Caitlin
- Donna Cherry : Sarah Stevens
- Catherine McGoohan : Ruth Stevens
- Mark Joy : l'avocat de Bill
- Mel Fair : l'avocat de Jack
- Alecia Brady Curcuru : le femme de Bill
- Francis Isaac : la fille de Bill
- Daniel Barbeau : Stevens, adolescent
- Kenneth A. Free Jr. : l'associé #1
- Tonya Shuffler : l’associé #2
- Roger W. Durrett : l'avocat de Ruth
- David Temple : le mari de Ruth
- Eric Gilliland : l'agent de bord
- Brian Dennehy : Gus
- Michael Rosander : l'ouvrier agricole
- Tim Parati : le conducteur de la dépanneuse
- Dean Kaneshiro : le serveur
- Tammy Fontaine : le patron du restaurant
- Tom Conder : Bum
- Mike Pniewski : l'employé
- Elisha T. Minter : l'infirmière
- Victor Lee : le docteur Allen
- Brian F. Durkin : le petit ami de Sarah
- Rose Bianco : Bella
- Michael Fraguada : l'étranger
- Carla Rodriguez : Solana
- Benjamin Parra : le chef du village
- John Larrinson Londono : le chef Bandito
- Jim Stovall : le chauffeur de la limousine
- Thom McKinney : le banquier #1
- Rick Eldridge : le banquier #2
- Patrick McCrory : le maire
- Calvin Thompson : l'aveugle

## Accueil

### Box-office
Le film a récolté 3,4 millions de dollars au box-office mondial.

## Récompenses
Le film a obtenu 2 prix .
- 2006 : Heartland Film Festival (en) : Meilleur film dramatique pour Paul Brooks (en) et Rick Eldridge.
- 2008 : Accolade Competition : Meilleure bande originale pour Mark McKenzie.